# AERMOD
AERMOD est un modèle de dispersion atmosphérique des polluants. Il s'agit d'un système intégré qui comporte trois modules, un modèle de dispersion en régime permanent, un préprocesseur de données météorologiques et un préprocesseur de données topographiques. Un module qui tient en compte de l'effet des bâtiments sur la dispersion des polluants atmosphérique est également disponible (PRIME).

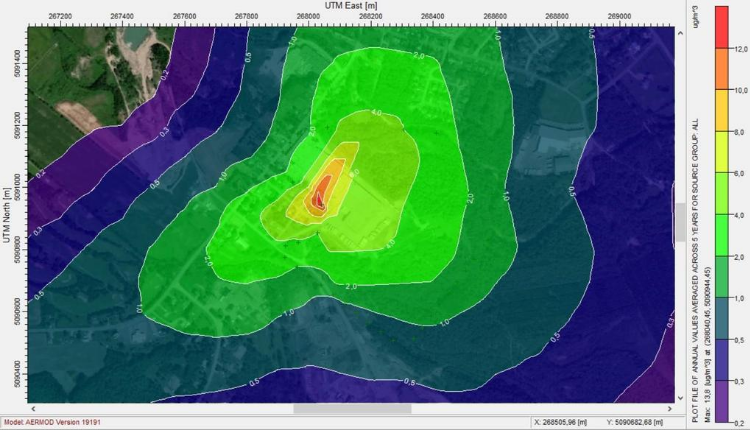
Résultat de modélisation de dispersion atmosphérique avec AERMOD

## Historique du développement de AERMOD
L'AERMOD a été développé par l'AERMIC (American Meteorological Society (AMS)/United States Environmental Protection Agency (EPA) Regulatory Model Improvement Committee) un groupe collaboratid de scientifique de l'AMS et de l'EPA.
L'AERMIC, fondé en 1981, a développé AERMOD en sept étapes :
1. La formulation initiale du modèle;
2. L'évaluation du développement;
3. Évaluation par des pairs à l'interne et tests bêta;
4. Révision de la formulation du modèle;
5. Évaluation de la performance et test de sensibilité;
6. Évaluation par des pairs à l'externe;
7. Soumission du modèle à l'EPA comme modèle réglementaire.

Le 21 avril 2000, l'EPA propose que AERMOD soit adopté comme modèle à privilégier pour les terrains simples et complexes. Le 9 novembre 2005, AERMOD a été adopté par l'EPA et promulgué comme modèle privilégié à partir du 9 décembre 2005. Les processus de développement et d'adoption ont pris 14 années, de 1991 à 2005.

## Les modules de AERMOD
AERMOD est composé de trois modules principaux et d'un module associé , :
1. Le module de dispersion atmosphérique des polluants de sources industrielles sur de courtes distances, moins de 50 mi ou 80 km, en régime permanent.
2. Le préprocesseur de données météorologiques (AERMET) calcule les paramètres atmosphériques nécessaires à la modélisation à partir des données de météorologique de surface, de ballons-sondes et de stations météorologique locale. Les paramètres calculés incluent les caractéristiques des turbulences atmosphériques, les hauteurs de mélange, les vitesses de frottement, les longueurs de Monin-Obukov et les flux de chaleur de surface.
3. Le préprocesseur de données topographiques fournit les données topographiques et leurs impacts sur la dispersion des polluants atmosphériques. Il génère les localisations et les hauteurs de chaque récepteur. Il fournit également les informations requises pour modéliser l'air qui s'écoule le long d'une colline ou qui s'écarte pour passer autour d'une montagne.

AERMOD possède également un algorithme de modélisation de l'effet de déflexion vers le bas des polluants atmosphériques causé par les bâtiments, PRIME (Plume Rise Model Enhancement).

## Fonctionnalités de AERMOD
AERMOD tiens en compte plusieurs paramètres d'entrées pour obtenir une modélisation le plus proche de la réalité que possible,, :
- Types de source d'émission : plusieurs sources ponctuelles, superficielles et volumétriques;
- Rejets de sources de pollution atmosphérique : de surfaces, près des surfaces et sources en altitude;
- Localisation des sources : urbaine ou rurale;
- Types de panaches : Continue ou flottant;
- Dépôt du panache : dépôts secs ou humides de particules et de gaz;
- Traitement de dispersion du panache : le modèle gaussien de traitement à l'horizontale ou à la verticale pour les atmosphères stables et le modèle non-gaussien à la verticale pour les atmosphères instables;
- Types de terrain : simple ou complexe;
- Les effets de bâtiment : Algorithme PRIME;
- Données météo : Les données météo à différentes altitudes sont acceptées;
- Profil météo : Profil des vents, des turbulences et des températures.

## Lecture supplémentaire
Pour ceux qui ne sont pas familiers avec les modes de dispersion de la modélisation de la pollution atmosphérique et qui désirent en apprendre davantage, il est recommandé de lire l'un ou l'autre de ces livres.
- (en) Turner, D.B. (1994). Workbook of atmospheric dispersion estimates: an introduction to dispersion modeling (2nd ed.). CRC Press.
- (en) Beychok, M.R. (2005). Fundamentals Of Stack Gas Dispersion (en) (4th ed.). self-published.  (ISBN 0-9644588-0-2)
- De Visscher, Alex (2014). Air Dispersion Modeling, foundations and applications (1st ed.). Wiley.  (ISBN 978-1-118-07859-4)

## Sites externes
Page de téléchargement de AERMOD sur le site internet de l'Agence gouvernementale américaine de protection de l'environnement (EPA). Le programme du modèle, des guides de L'utilisateur et d'autres textes y sont disponibles.